# 6155 Йокосуґано
6155 Йокосуґано (6155 Yokosugano) — астероїд головного поясу, відкритий 11 листопада 1990 року.
Тіссеранів параметр щодо Юпітера — 3,426.
Названо на честь Йоко Суґано (яп. ようこ・すがの(菅野洋子) йо:ко суґано).